# Parakuzmenkoïta-Fe
La parakuzmenkoïta-Fe és un mineral de la classe dels silicats, que pertany al grup de l'organovaïta. Rep el nom per tractar-se d'anàleg de la kuzmenkoïta-Mn amb ferro dominant.

## Característiques
La parakuzmenkoïta-Fe és un silicat de fórmula química (K,Ba)₄Fe(Ti,Nb)₈(Si₄O₁₂)₄(O,OH)₈·14H₂O. Va ser aprovada com a espècie vàlida per l'Associació Mineralògica Internacional l'any 2001. Cristal·litza en el sistema monoclínic. La seva duresa a l'escala de Mohs és 5.
Segons la classificació de Nickel-Strunz, pertany a «09.CE - Ciclosilicats amb enllaços senzills de 4 [Si₄O₁₂]8- (vierer-Einfachringe), sense anions complexos aïllats» juntament amb els següents minerals: papagoïta, verplanckita, baotita, nagashimalita, taramel·lita, titantaramel·lita, barioortojoaquinita, byelorussita-(Ce), joaquinita-(Ce), ortojoaquinita-(Ce), estronciojoaquinita, estroncioortojoaquinita, ortojoaquinita-(La), labuntsovita-Mn, nenadkevichita, lemmleinita-K, korobitsynita, kuzmenkoïta-Mn, vuoriyarvita-K, tsepinita-Na, karupmøllerita-Ca, labuntsovita-Mg, labuntsovita-Fe, lemmleinita-Ba, gjerdingenita-Fe, neskevaaraïta-Fe, tsepinita-K, paratsepinita-Ba, tsepinita-Ca, alsakharovita-Zn, gjerdingenita-Mn, lepkhenelmita-Zn, tsepinita-Sr, paratsepinita-Na, paralabuntsovita-Mg, gjerdingenita-Ca, gjerdingenita-Na, gutkovaïta-Mn, kuzmenkoïta-Zn, organovaïta-Mn, organovaïta-Zn, burovaïta-Ca, komarovita i natrokomarovita.
L'exemplar que va servir per a determinar l'espècie, el que es coneix com a material tipus, es troba conservat al Museu Mineralògic Fersmann, de l'Acadèmia Russa de les Ciències, a Moscou (Rússia).

## Formació i jaciments
Va ser descoberta al mont Kedykverpakhk, situat al districte de Lovozero (óblast de Múrmansk, Rússia), tractant-se de l'únic indret de tot el planeta on ha estat descrita aquesta espècie mineral.